# مرکز ریاست جمهوری آیزنهاور
مرکز ریاست جمهوری آیزنهاور (به انگلیسی: Eisenhower Presidential Center) یک مرکز فرهنگی و کتابخانه اسناد دولتی دوران ریاست جمهوری آیزنهاور است.
این مرکز فرهنگی در ایالت ابیلین، کانزاس در ۱۵۰ کیلومتری شمال توپیکا قرار دارد.

## نگارخانه

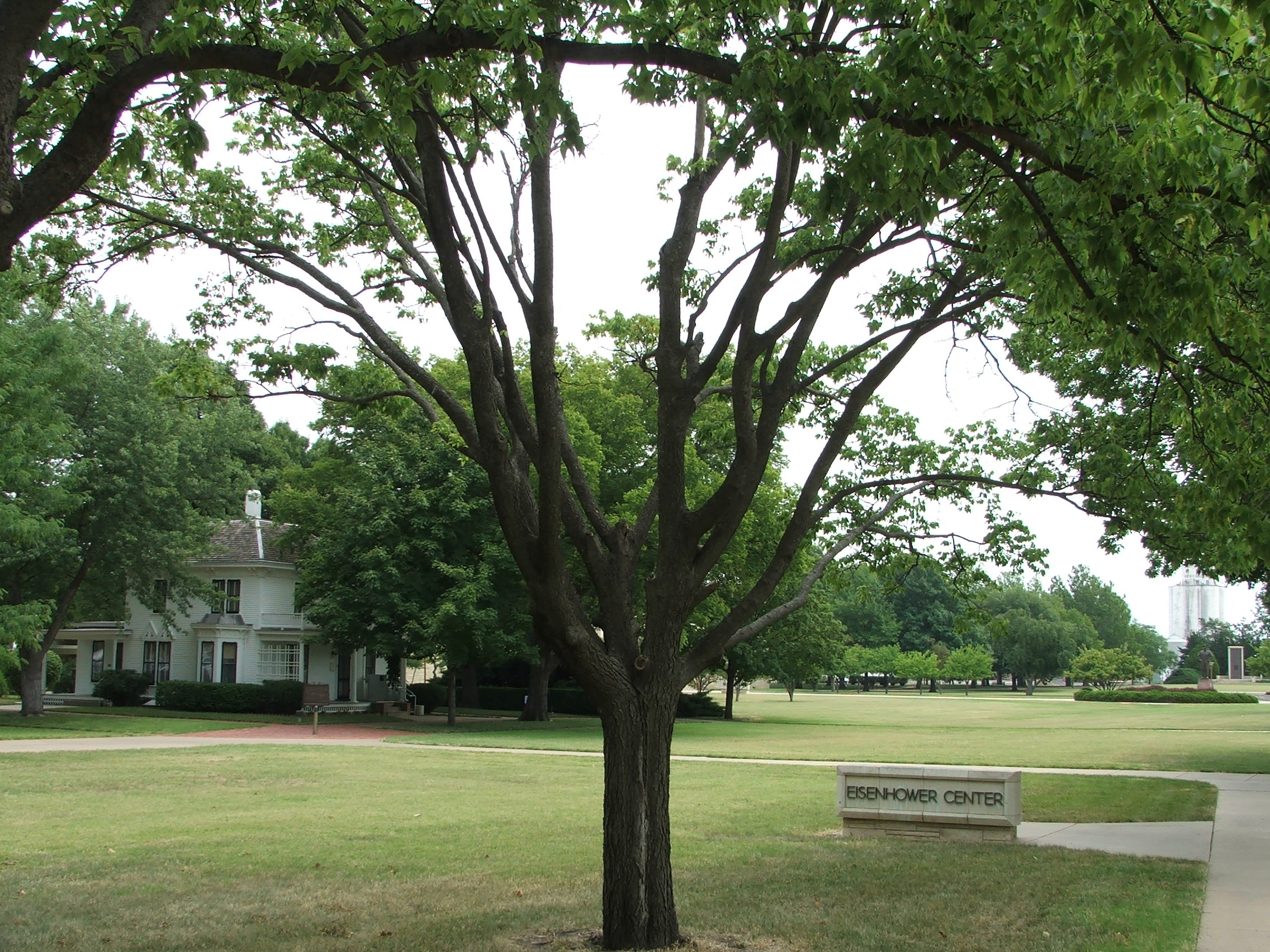
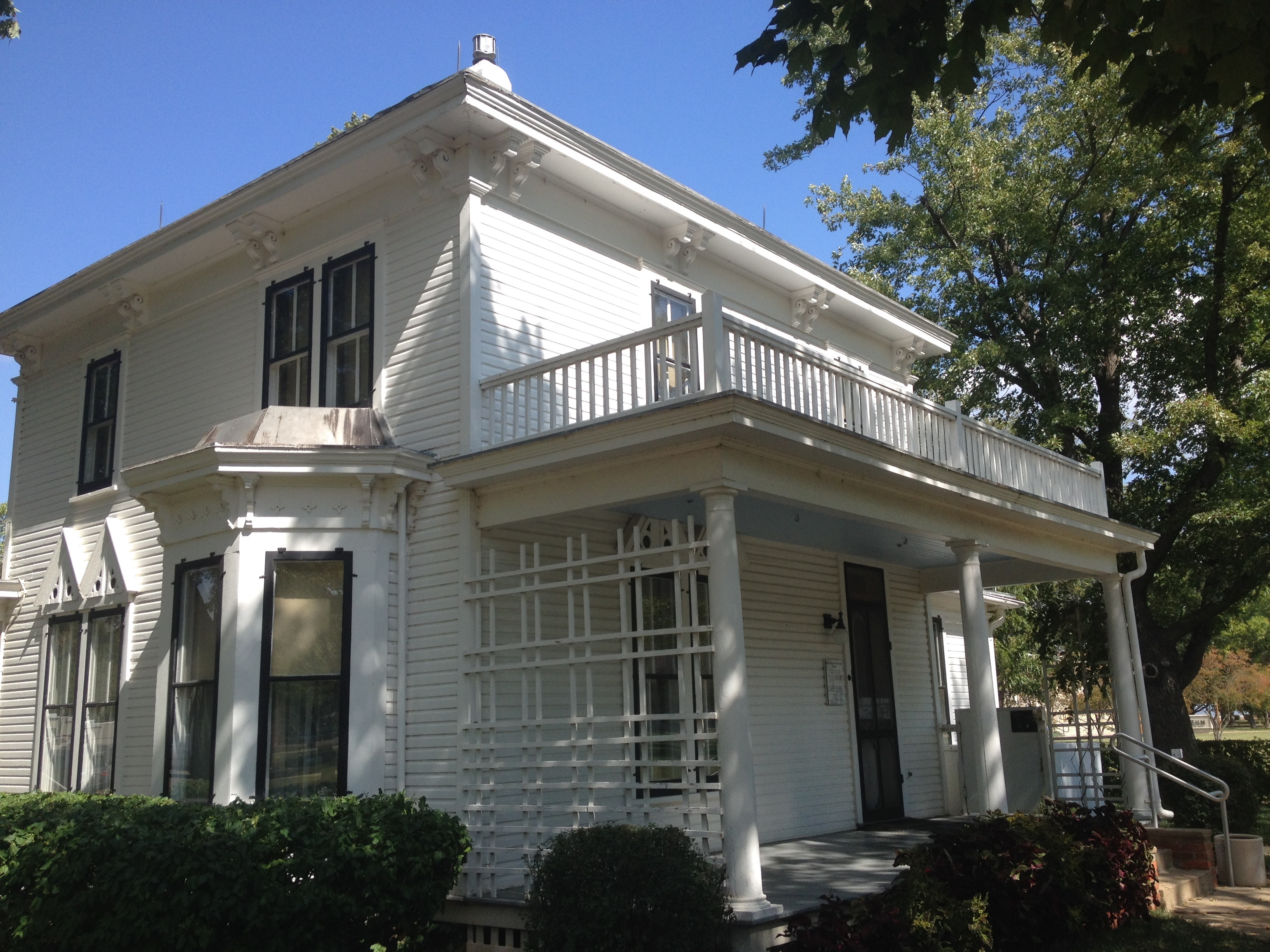
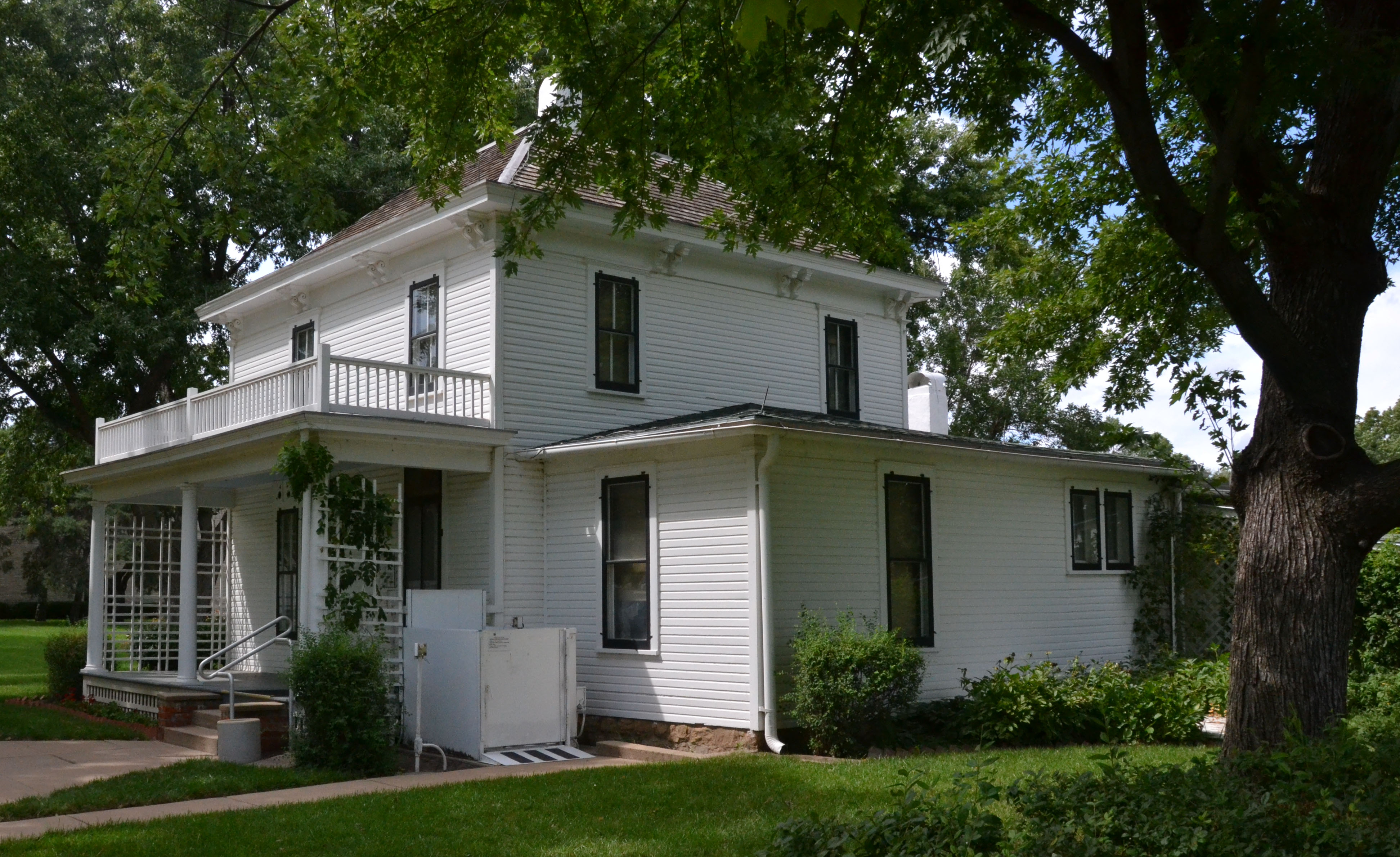
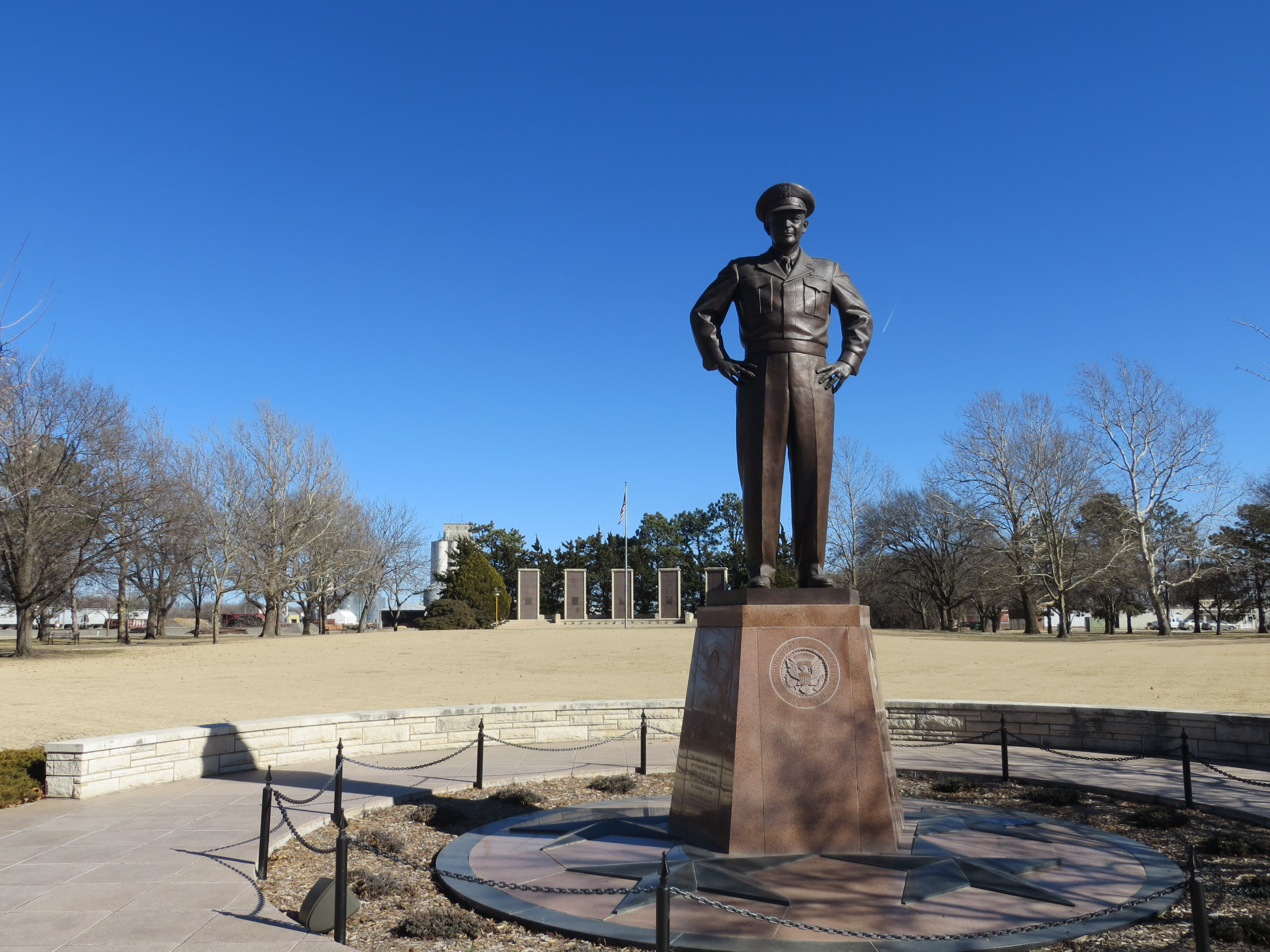
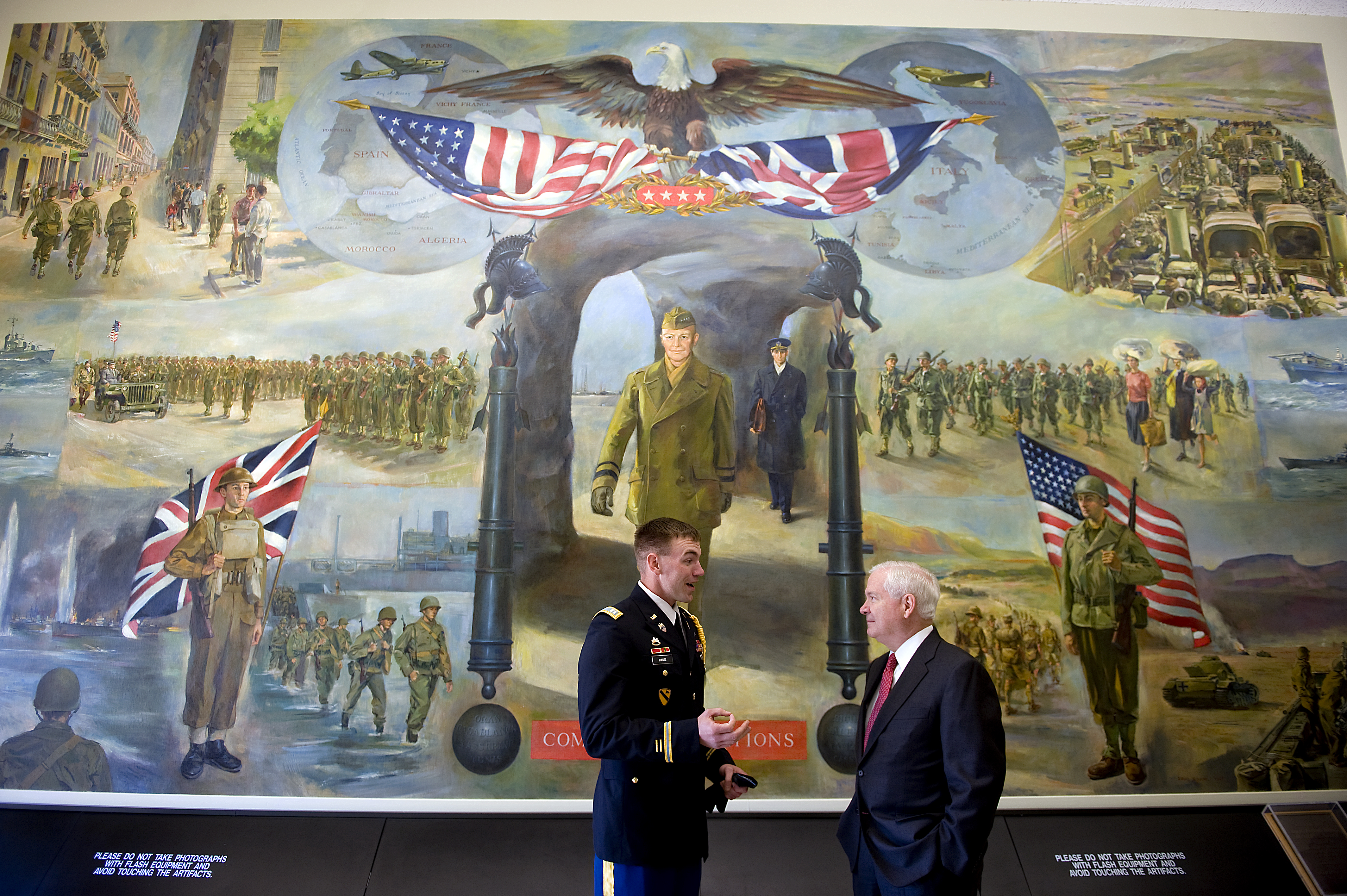
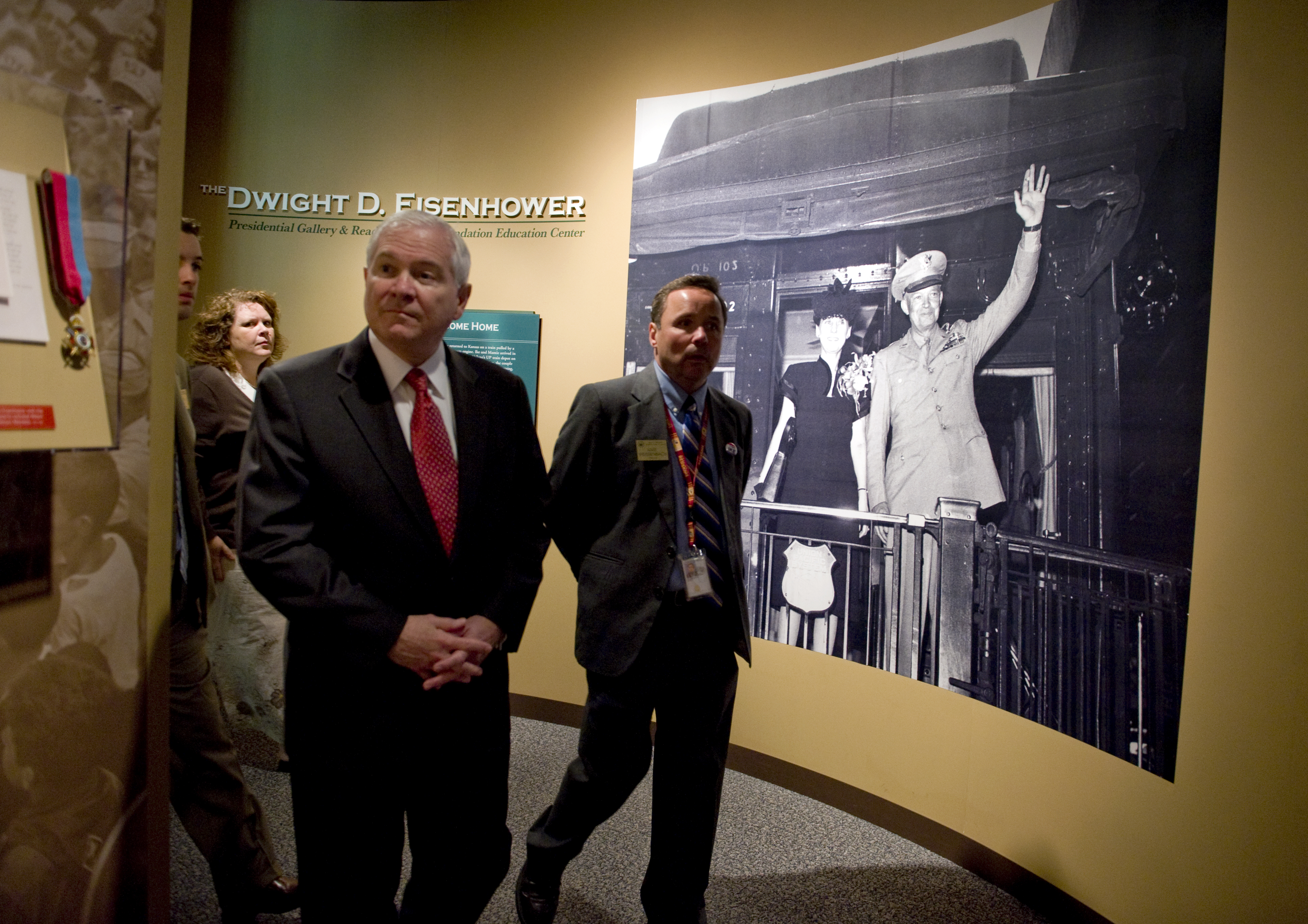
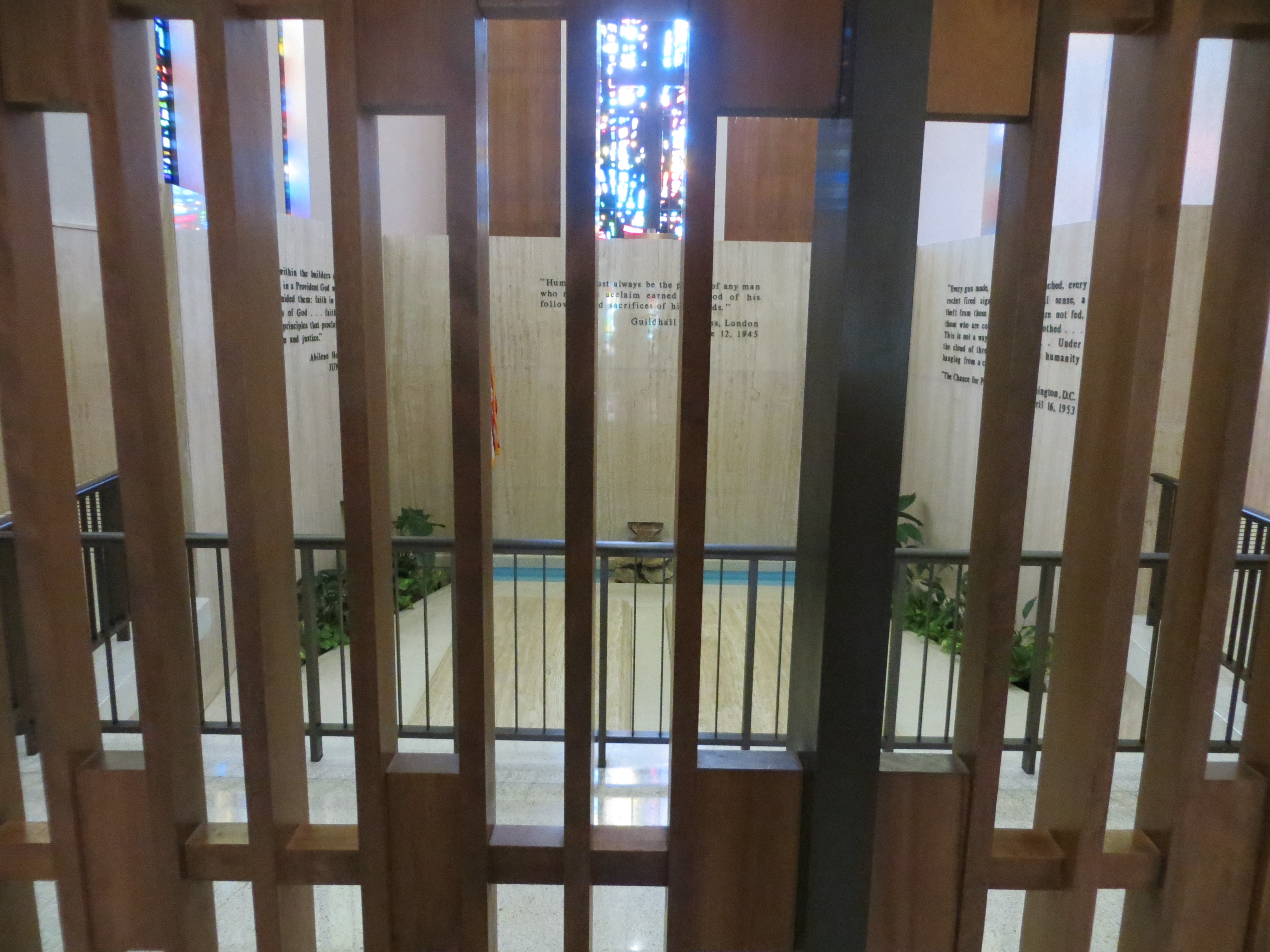
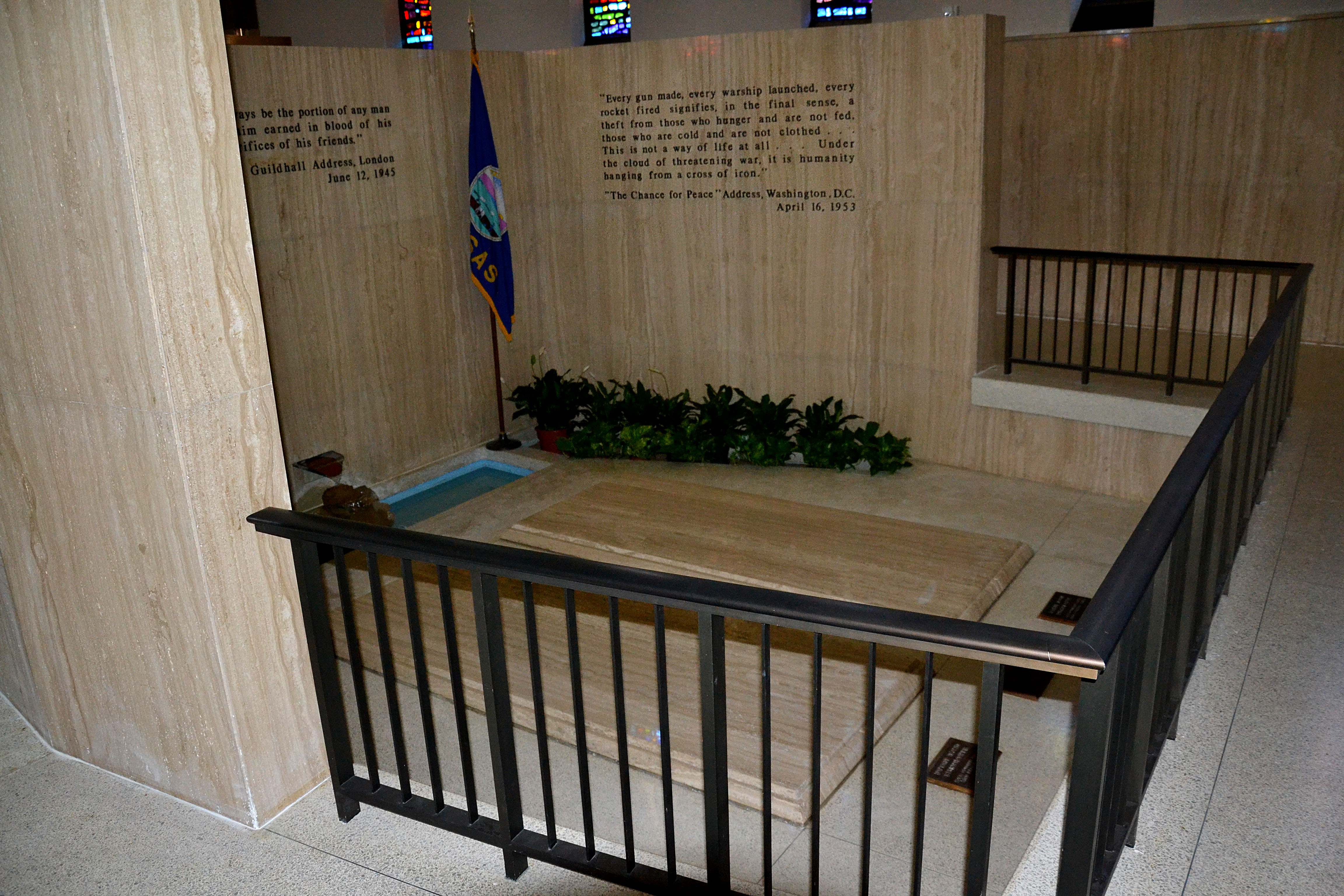
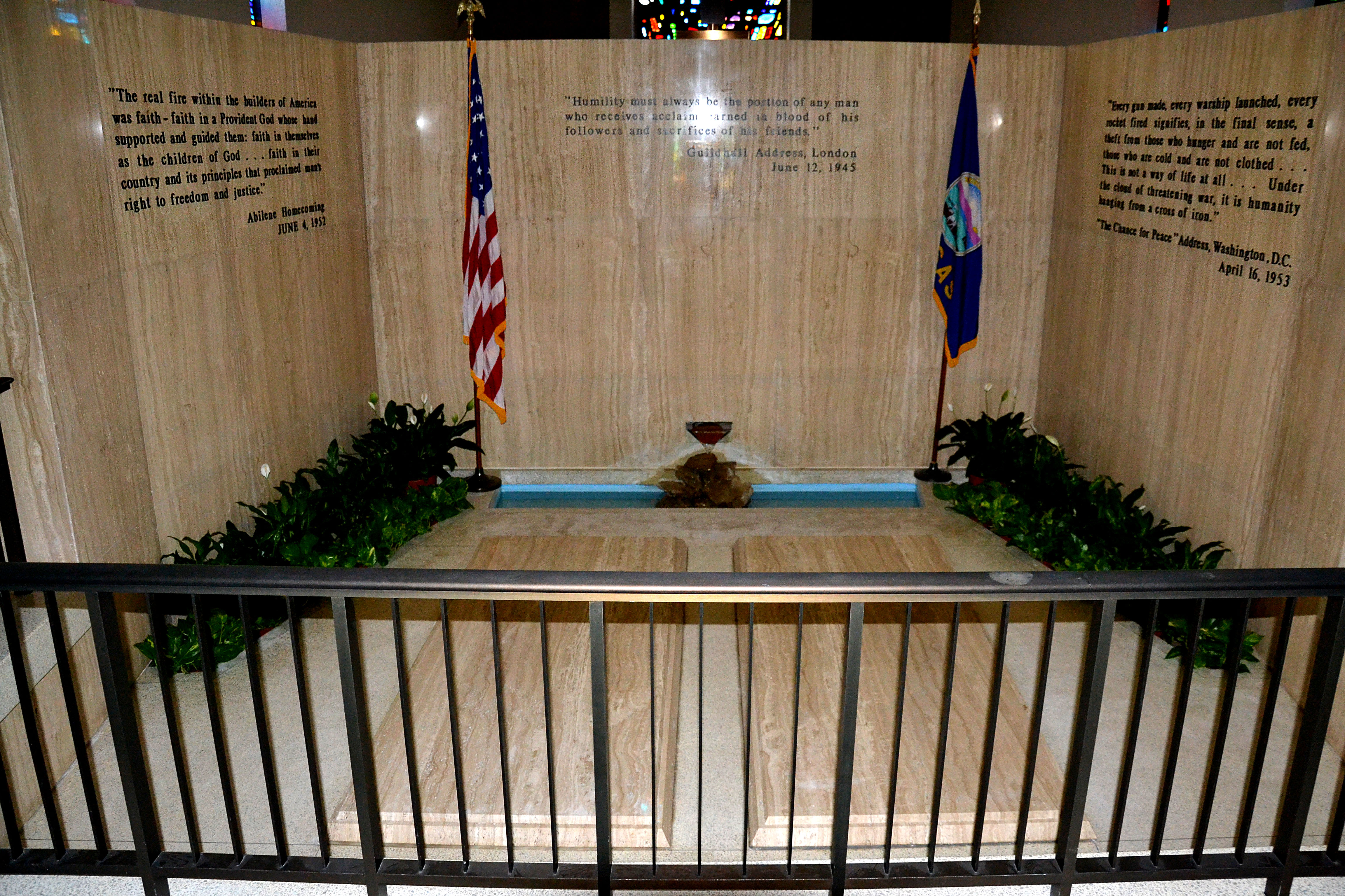
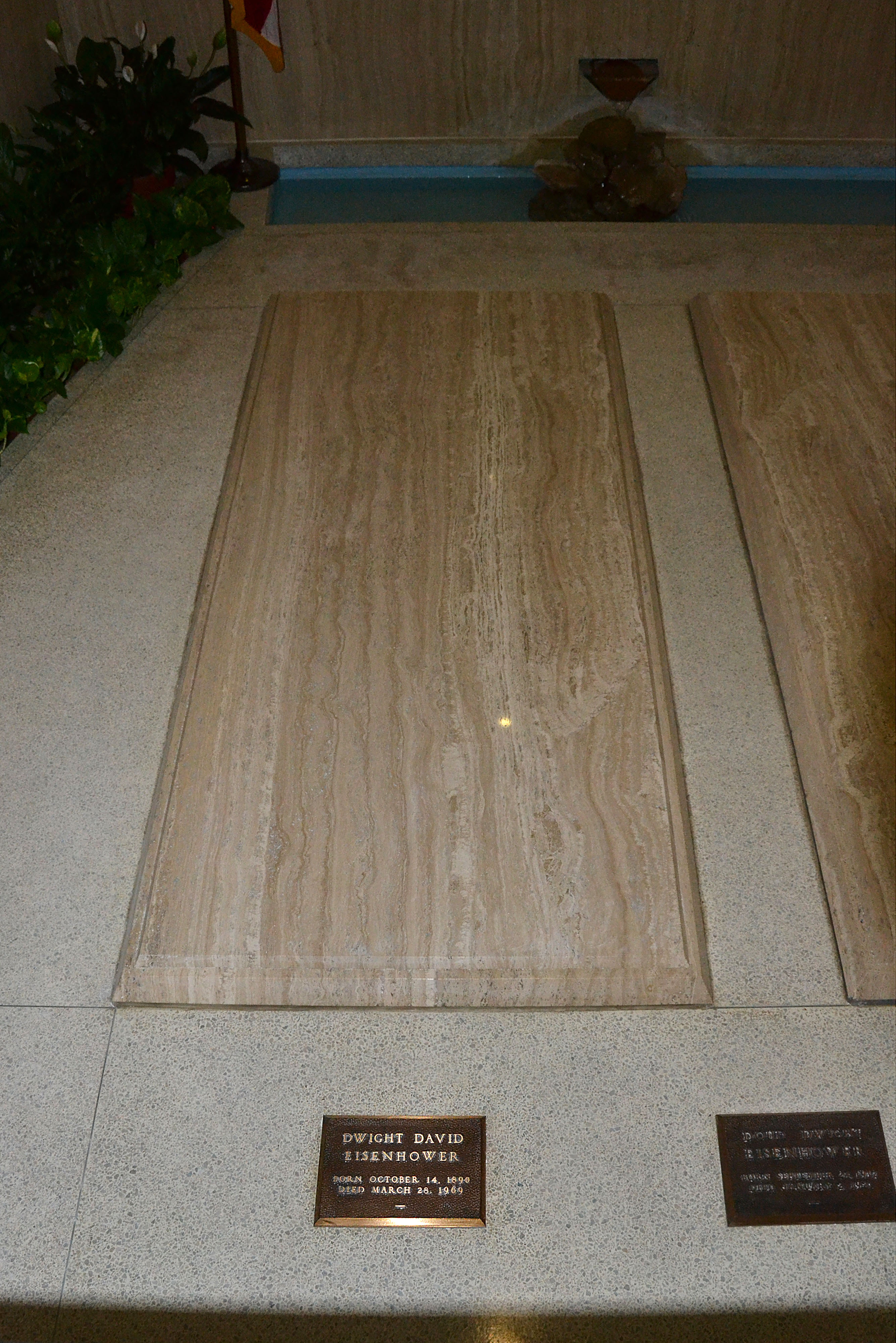